# 다빈손 산체스
다빈손 산체스 미나(스페인어: Davinson Sánchez Mina, 1996년 6월 12일 ~ )는 흔히 다빈손 산체스(스페인어: Davinson Sánchez)라 불리는 콜롬비아의 국가 대표 축구 선수이다. 현재 튀르키예 쉬페르리그의 갈라타사라이에서 뛰고 있으며, 포지션은 센터백이다.

## 클럽 경력

### 아틀레티코 나시오날
다빈손 산체스는 아메리카 데 칼리에서 유소년 축구 선수 생활을 시작했으나, 가족이 이사하면서 아틀레티코 나시오날에서 새로 선수 생활을 시작했다. 2013년 10월 27일 보야카 치코를 상대로 풀타임을 소화하며 성인 무대 데뷔전을 가졌다. 2016년 3월 2일 코파 리베르타도레스에서 페루의 스포르팅 크리스탈을 상대로 데뷔골을 기록하였다. 이후 FC 바르셀로나로부터 공식적인 이적 제의를 받았으나, 산체스는 바르셀로나 B팀에서 뛰고 싶지 않았기에 거절하였다.

### AFC 아약스
2016년 6월 다빈손 산체스는 네덜란드 에레디비시의 AFC 아약스와 5년 계약을 맺었으며, 이적료는 5백만 유로였다. 8월 13일 로다 JC와의 경기에 풀타임을 소화하며 데뷔전을 가졌다. 9월 24일 PEC 즈볼레와의 경기에 데뷔 골을 기록했다. 2017년 5월 8일 아약스 최고의 선수로 선정되었다.

### 토트넘 홋스퍼 FC
2017년 8월 18일 4,200만 유로의 이적료로 영국 프리미어리그의 토트넘 홋스퍼 FC와 6년 계약을 맺으며 이적하였다. 8월 27일 번리 FC와의 경기 92분 경 무사 뎀벨레와 교체 투입되며 데뷔전을 가졌다.

### 갈라타사라이
2023년 9월 4일 950만 유로의 이적료로 튀르키예 쉬페르리그의 갈라타사라이와 4+1년 계약을 맺으며 이적했다.

## 국가대표 경력
2016년 2월 호세 페케르만 감독의 선택으로 콜롬비아 축구 국가대표팀에 합류하였다.

## 기록

### 클럽 기록
2017년 9월 30일 기준
| 시즌        | 구단                | 리그         | 리그 | 리그 | FA컵 | FA컵 | 리그컵 | 리그컵 | 대륙대회 | 대륙대회 | 기타 | 기타 | 총합 | 총합 |
| 시즌        | 구단                | 디비전       | 출장 | 득점 | 출장 | 득점 | 출장   | 득점   | 출장     | 득점     | 출장 | 득점 | 출장 | 득점 |
| 콜롬비아    | 콜롬비아            | 리그         | 리그 | 리그 | FA컵 | FA컵 | 리그컵 | 리그컵 | 대륙대회 | 대륙대회 | 기타 | 기타 | 총합 | 총합 |
| ----------- | ------------------- | ------------ | ---- | ---- | ---- | ---- | ------ | ------ | -------- | -------- | ---- | ---- | ---- | ---- |
| 2013        | 아틀레티코 나시오날 | 프리메라 A   | 3    | 0    | 0    | 0    | —      | —      | —        | —        | —    | —    | 3    | 0    |
| 2014        | 아틀레티코 나시오날 | 프리메라 A   | 2    | 0    | 2    | 0    | —      | —      | 0        | 0        | 0    | 0    | 4    | 0    |
| 2015        | 아틀레티코 나시오날 | 프리메라 A   | 7    | 0    | 1    | 0    | —      | —      | —        | —        | 0    | 0    | 8    | 0    |
| 2016        | 아틀레티코 나시오날 | 프리메라 A   | 14   | 0    | 0    | 0    | —      | —      | 14       | 1        | 2    | 0    | 30   | 1    |
| 통산        | 통산                | 통산         | 26   | 0    | 3    | 0    | —      | —      | 14       | 1        | 2    | 0    | 45   | 1    |
| 네덜란드    | 네덜란드            | 리그         | 리그 | 리그 | FA컵 | FA컵 | 리그컵 | 리그컵 | 대륙대회 | 대륙대회 | 기타 | 기타 | 총합 | 총합 |
| 2016–17     | 용 아약스           | 에이르스터   | 1    | 0    | —    | —    | —      | —      | —        | —        | —    | —    | 1    | 0    |
| 2016–17     | 아약스              | 에레디비시   | 32   | 6    | 0    | 0    | —      | —      | 12       | 0        | 0    | 0    | 43   | 6    |
| 2017–18     | 아약스              | 에레디비시   | 0    | 0    | 0    | 0    | —      | —      | 2        | 1        | 0    | 0    | 2    | 1    |
| 통산        | 통산                | 통산         | 33   | 6    | 0    | 0    | —      | —      | 14       | 1        | 0    | 0    | 47   | 7    |
| 잉글랜드    | 잉글랜드            | 리그         | 리그 | 리그 | FA컵 | FA컵 | 리그컵 | 리그컵 | 대륙대회 | 대륙대회 | 기타 | 기타 | 총합 | 총합 |
| 2017–18     | 토트넘 홋스퍼       | 프리미어리그 | 5    | 0    | 0    | 0    | 0      | 0      | 2        | 0        | 0    | 0    | 7    | 0    |
| 커리어 통산 | 커리어 통산         | 커리어 통산  | 65   | 6    | 3    | 0    | 0      | 0      | 30       | 2        | 2    | 0    | 100  | 8    |

1. ↑  코파 리베르타도레스 출장 횟수
2. ↑  수페르리가 콜롬비아나 출장 횟수
3. ↑  유로파 리그 출장 횟수
4. 1 2  챔피언스리그 출장 횟수

### 대회 기록

#### 아틀레티코 나시오날(2013~2016)
- 코파 리베르타도레스 : 2016 (우승)
- 카테고리아 프리메라 A : 2013 전기리그 (우승), 2014 전기리그 (우승), 2015
- 코파 콜롬비아 : 2012, 2013
- 수페르리가 콜롬비아나 : 2016

#### AFC 아약스(2016~2017)
- UEFA 유로파리그 : 2016-17 (준우승)

토트넘 홋스퍼 FC (2017~2023)
- UEFA 챔피언스 리그 준우승: 2018-19

콜롬비아 축구 국가대표팀 (2016~ )
- 코파 아메리카 3위: 2021

## 개인 수상 기록
- AFC 아약스 올해의 선수 상 : 2017